# MY LONELY TOWN
「MY LONELY TOWN」（マイ・ロンリー・タウン）は、日本の音楽ユニット・B'zの楽曲。2009年10月14日にVERMILLION RECORDSより47作目のシングルとして発売された。

## 概要
17thアルバム『MAGIC』の先行シングル。
表題曲がノンタイアップなのは、44thシングル『SUPER LOVE SONG』以来である。
初回限定盤と通常盤の2種リリースで、初回限定盤は『SUPER LOVE SONG』以来となるDVD付属である。DVDにはMVが収録されており、B'zのMVが公式作品として発売されるのは、1990年発売のVHS作品『FILM RISKY』以来19年ぶりで、シングル作品でのMV発売は初めてとなる。ジャケットは、MVの撮影舞台にもなった長崎県端島（通称・軍艦島）の風景。
発売日前後のメンバーのTV出演によるプロモーション活動は行われておらず、テレビでの披露も現在まで行われていない。

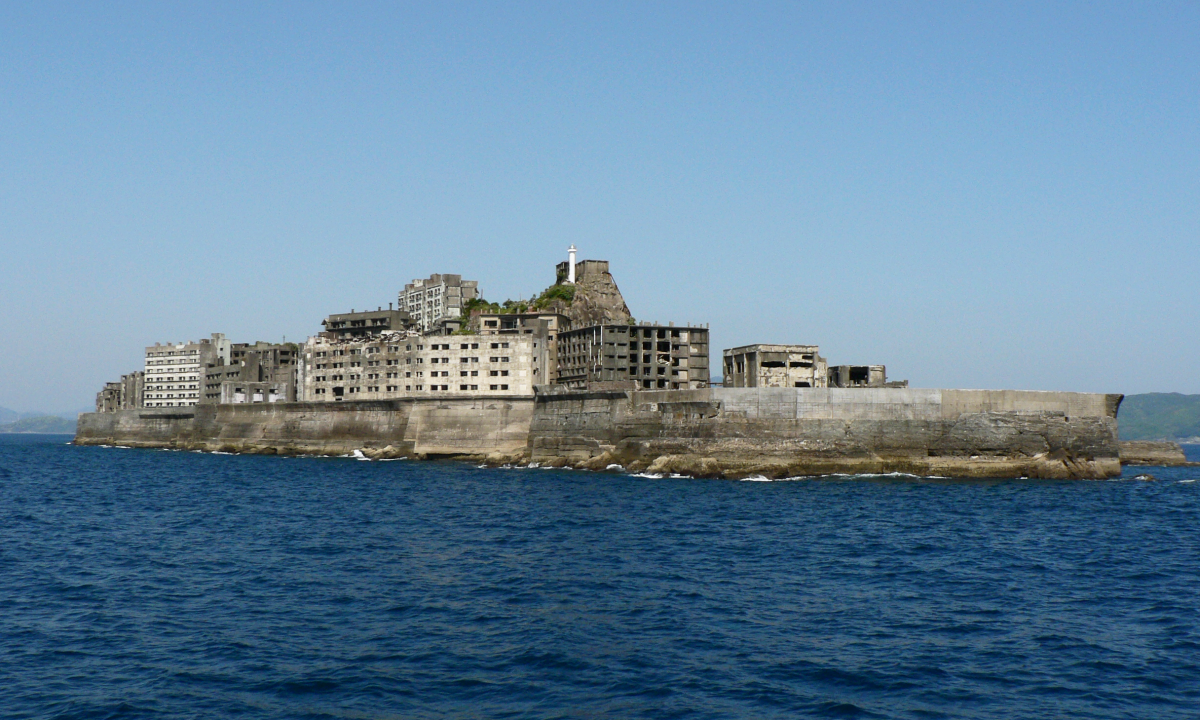
MVおよびジャケット撮影のロケ地となった端島（長崎県長崎市）の風景（2009年撮影）

## 収録曲
| 全作詞: 稲葉浩志、全作曲: 松本孝弘、全編曲: 松本孝弘・稲葉浩志・寺地秀行。 |                                     |          |            |      |
| #                                                                          | タイトル                            | 作詞     | 作曲・編曲 | 時間 |
| 1.                                                                         | 「MY LONELY TOWN」                  | 稲葉浩志 | 松本孝弘   | 3:38 |
| 2.                                                                         | 「綺麗な涙」                        | 稲葉浩志 | 松本孝弘   | 4:14 |
| 3.                                                                         | 「イチブトゼンブ -Ballad Version-」 | 稲葉浩志 | 松本孝弘   | 3:22 |
| 合計時間:                                                                  | 合計時間:                           | 11:14    |            |      |

| #  | タイトル                        | 作詞 | 作曲・編曲 | ディレクター |
| -- | ------------------------------- | ---- | ---------- | ------------ |
| 1. | 「MY LONELY TOWN」(MUSIC VIDEO) |      |            | 高木聡       |

## 楽曲解説

### CD
1. MY LONELY TOWN
  - ドラムとエレクトリック・ギターのイントロで始まり、間奏はレゲエ調になっている。
  - MVは、1974年に封鎖されて以来35年ぶりに解禁された長崎県長崎市の端島（通称・軍艦島）で撮影された[9][10]。軍艦島で大規模なMVの撮影が行なわれたのはこれが初である。長崎市の許可のもと、2009年7月上旬に島全体を使用した撮影が行われた[9]。撮影を通して、松本と稲葉は軍艦島と本曲の世界観に共鳴を感じたという[9]。
  - 同年夏に開催された『B'z SHOWCASE 2009 -B'z In Your Town-』及び『SUMMER SONIC 2009』で、未発表曲として先行披露された[11]。
  - 2013年にエアロスミスと共演した『AEROSONIC』でも演奏された。『B'z LIVE-GYM Pleasure 2013 -ENDLESS SUMMER-』を敢行していたが、この年に演奏したのはこの公演のみである。
2. 綺麗な涙
  - バラードナンバー。
  - 本作唯一のライブ未演奏曲。
3. イチブトゼンブ -Ballad Version-
  - 前作『イチブトゼンブ/DIVE』の1st beatの別アレンジバージョン。
  - シングル曲がバージョン違いで収録されるのは32ndシングル『GOLD』に収録された「ultra soul 〜Splash Style〜」以来8年ぶりである。
  - ドラムの音をなくし、打ち込みのピアノとストリングスがメインのアレンジにされている。原曲よりもキーが低く、ラストサビのみ原曲キーで歌われる。曲構成も変更され、サビから始まり、2番がなくなっているため、原曲より演奏時間が短い。
  - 翌年に行われたアルバムツアー『B'z LIVE-GYM 2010 "Ain't No Magic"』では1番まで演奏され、その後原曲に続く形で披露された。

### DVD（初回限定盤のみ）
- 「MY LONELY TOWN」 MUSIC VIDEO

## タイアップ
- フジテレビ系月曜9時ドラマ『ブザー・ビート〜崖っぷちのヒーロー〜』挿入歌 (#3)

## 参加ミュージシャン
- 松本孝弘：ギター、全曲作曲・編曲
- 稲葉浩志：ボーカル、全曲作詞・編曲
- 寺地秀行：全曲編曲
- シェーン・ガラース：ドラム（#1.2）
- バリー・スパークス：ベース（#1.2）
- 小野塚晃：ピアノ（#2）
- 林こずえ＆TAMA MUSIC Strings[注釈 1]：ストリングス（#1.2）

## 収録アルバム
MY LONELY TOWN
- MAGIC
- B'z The Best XXV 1999-2012

## ライブ映像作品
MY LONELY TOWN
- MAGIC（特典DVD）
- B'z LIVE-GYM 2010 "Ain't No Magic" at TOKYO DOME
- B'z COMPLETE SINGLE BOX（特典DVD）
- B'z SHOWCASE 2020 -5 ERAS 8820- Day1〜5

イチブトゼンブ -Ballad Version-
- B'z LIVE-GYM 2010 "Ain't No Magic" at TOKYO DOME